# Jens Gunderssen
Jens Gunderssen (født 19. maj 1912 i Drammen, død 11. december 1969) var en norsk skuespiller, teaterchef og digter. Han var søn af ordføreren i Drammen, Karl Gunderssen, men udover byens grænser blev Jens hurtigt mere kendt end sin far. Selv om han var uddannet jurist, og arbejdede som skuespiller, instruktør og teaterchef, var det alligevel digtene som gjorde Gunderssen-navnet kendt.

## Arbejde

### Skuespilleren
Allerede i gymnasiast viste Jens lovende resultater i teaterlivet, som medlem af Fraterteateret ved Latinskolen i Drammen. Han tog juridisk embedseksamen i 1937, men to år senere debuterede han på Det Nye Teater, og der blev han helt til 1950. Der overtog han som chef ved Radioteateret og i 1952 blev han chef for Folketeateret. Der var han til han blev ansat ved Oslo Nye Teater i 1959, hvor han var ansat frem til 1967, to år før han døde. Han var også formand, for Norsk Skuespillerforbund i en periode. Gunderssen havde også enkelte filmroller.

### Digteren
For mange nordmænd, var det alligevel digtene som gjorde at Jens Gunderssen vil blive husket. Selv om titlen Vuggevise, måske ikke siger så meget, så er der mange som sikkert genkender verset: Noen kommer, noen går. Noen dør i livets vår. Stjerner lyser hvite. fra radioen i 1950- og 60-tallet. Dette digt skrev han til en af sine venners kone kort før hun døde efter længere sygdomme. Andre kendte digtere er blandt anden På trammen, Gatefeiersang og Sjømannsvis.

### Udøveren
Jens Gunderssen nøjedes ikke med at skrive digte, han fremførte dem også. Desuden arbejdede han utrætteligt for digterens vilkår i det norske kulturliv, blandt andet sammen med sin gode ven Julius Hougen i NRK. Noget af det vigtigste han gjorde i denne sammenhæng, var at stifte Visens Venner i 1944.

## Diskografi

### Plader
- 1975: 12 viser av Jens Gunderssen – LP med Geirr Lystrup og Jørn Simen Øverli udgivet på pladeselskabet Mai
- 1998: For brød og brennevin – Karl-Henrik Gunderssen (grandnevø) synger Jens Gunderssen, CD udgivet af Bajkal Records
- 2001: Gamle og nye viser – CD med Jens Gunderssen og Karl-Henrik Gunderssen, udgivet af Bajkal Records og NRK

## Forfatterskab

### Digterbøger
- 1934: Små viser om små ting
- 1945: Hu Maja
- 1949: Ballade! Jens Gundersens visebok med melodier
- 1950: Visens venner – sammen med Julius Hougen og Bjørn Mørck
- 1962: På trammen: Viser fra sund og skjær

## Filmografi

### Skuespiller
- 1941: Den forsvundne pølsemaker
- 1941: Gullfjellet
- 1942: Jeg drepte!
- 1945: Det var en gång (norsksproget, version, 1948)
- 1949: For frihed og ret
- 1961: Hans Nielsen Hauge
- 1971: Rødblått paradis (sangstemme)